# Lando Cosi
Lando Cosi (1924 – Rimini, 18 aprile 2015) è stato un rugbista a 15 e allenatore di rugby a 15 italiano.

## Carriera
Tallonatore del Petrarca Rugby dal 1947, dal 1954 al 1963 diventa allenatore-giocatore. In gioventù indossò anche la maglia azzurra della nazionale.

## Scrittore
Nel 2005 ha pubblicato Piccolo, grande rugby antico!!, un libro di memorie dedicato alla palla ovale dei pionieri.